# Lagtima
Lagtima är beteckningen på en i lag bestämd tid för en lagstiftande församlings möten och dess första sammanträdesdag och öppnande.
Urtima är motsatsen, och innebär att den lagstiftande församlingen är inkallad till en extra session, ett extra möte, som inte är bestämt i lag.
I riksdagsordningen i Sverige fanns tidigare (1974–2003) en skillnad mellan "lagtima riksmöte" och "urtima riksmöte" för riksdagens sammanträden. Urtima riksmöte kan inte längre hållas då en ändring i riksdagsordningen under 2003-04 års riksmöte innebär att ett riksmöte håller på till dess att nästa påbörjas. Jämför urtima riksdag, som var beteckningen för en urtima session i riksdagen före 1974.